# Leisi kommun

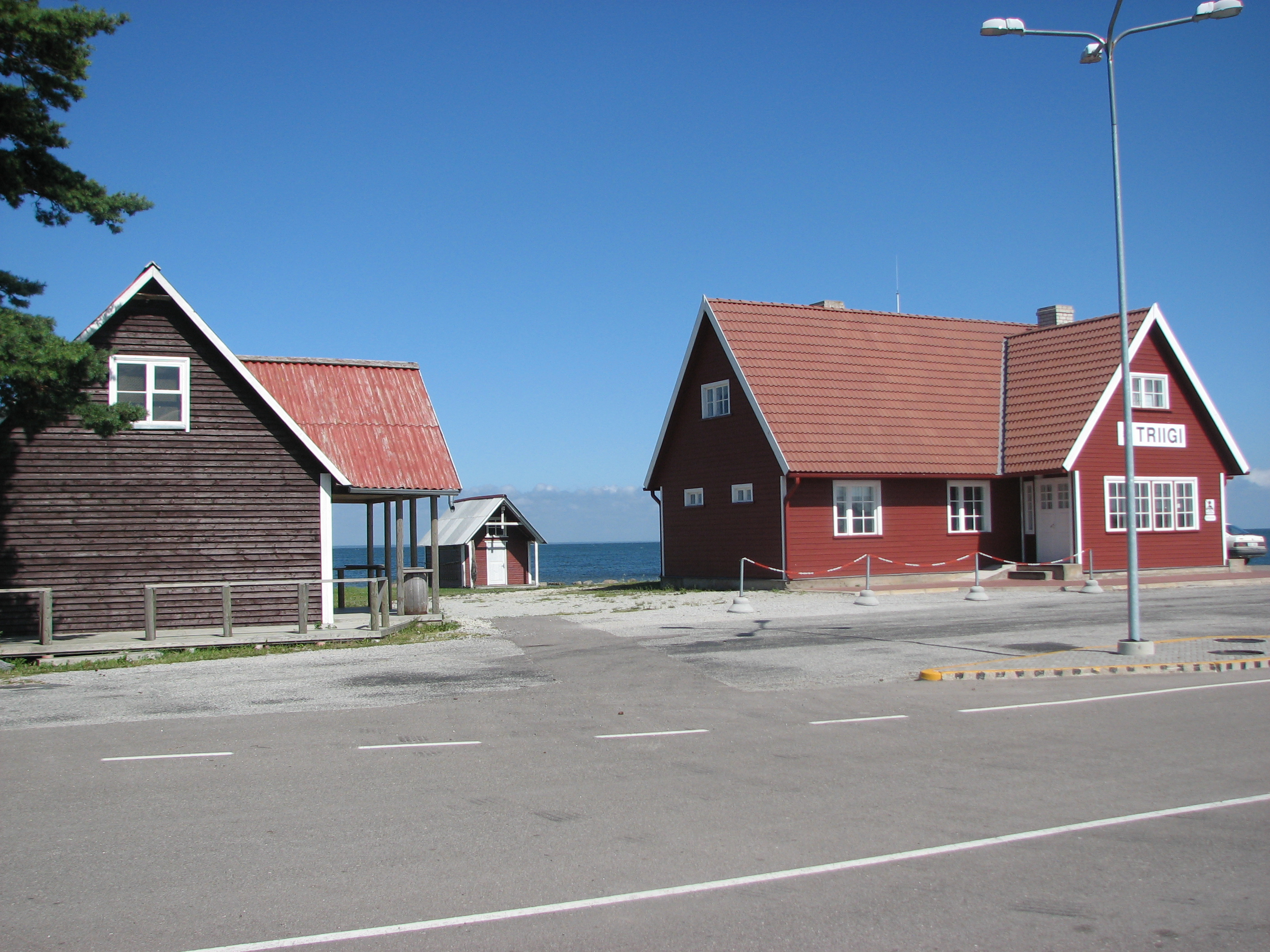
Triigi hamn

Leisi kommun var en tidigare landskommun i landskapet Saaremaa (Ösel) i västra Estland. Kommunen uppgick den 23 oktober 2017 i den då nybildade Ösels kommun.
Kommunen låg på ön Ösels nordkust mot Sölasund (estniska: Soela väin) som skiljer Ösel i söder från Dagö i norr samt Östersjön i väster från Moonsund (Väinämeri) i öster. Centralort var småköpingen (estniska: alevik) Leisi (tyska: Laisberg). Kommunen hade 1 782 invånare år 2011.
I kommunen låg Ösels nordspets, udden Pammana poolsaar, och öarna Pihlalaid och Pakulaid. Hamnen i Triigi utanför Leisi har reguljär färjetrafik till Emmaste på Dagö.

## Orter

### Småköping
- Leisi, centralort.

### Byar
- Angla
- Aru
- Aruste
- Asuka
- Hiievälja
- Jõiste
- Kaisa
- Karja
- Koiduvälja
- Koikla
- Kopli
- Külma
- Laugu
- Liiva
- Linnaka
- Linnuse
- Lõpi
- Luulupe
- Mätja
- Meiuste
- Metsaääre
- Metsküla
- Moosi
- Mujaste
- Murika
- Nava
- Nihatu
- Nõmme
- Nurme
- Õeste
- Oitme
- Paaste
- Pamma
- Pammana
- Parasmetsa
- Peederga
- Pöitse
- Poka
- Purtsa
- Pärsama
- Räägi
- Ratla
- Roobaka
- Selja
- Soela
- Täätsi
- Tareste
- Tiitsuotsa
- Tõre
- Triigi
- Tutku
- Veske
- Viira